# MacOS Big Sur
macOS Big Sur, Versionsnummer 11, ist die 17. Hauptversion von macOS, dem Desktop-Betriebssystem von Apple. Es wurde am 12. November 2020 veröffentlicht, nachdem es am 22. Juni 2020 auf der Worldwide Developers Conference vorgestellt worden war. Der kalifornische Küstenstreifen Big Sur war dessen Namensgeber.
Big Sur ist das erste macOS, das offiziell auch auf der 64-Bit-Arm-Architektur (ARM64) läuft, die bereits im iPhone und iPad Verwendung findet. Apple hat hierfür ein System-on-a-Chip, den Apple M1, selbst entwickelt. Er wird mittelfristig die derzeit eingesetzten Intel-Prozessoren in Apples Desktop- und Laptop-Computern ersetzen.
Big Sur gilt nicht nur deswegen als die umfangreichste technische und optische Aktualisierung seit Yosemite (elfte Hauptversion von macOS, Versionsnummer 10.10). Das Interface-Design und die zugrundeliegenden Techniken wurden an die Mobile-Betriebssysteme iOS 14 und iPadOS 14 angeglichen. Apple verspricht sich davon eine Absicherung der Plattform und Vereinfachungen beim Entwickeln von Software für mehrere Apple-Plattformen.
All diese Veränderungen unterstreicht Apple mit einer Änderung des Versionsschemas: Auf die Hauptversion 10.15 folgte die Hauptversion 11. Dies ist insoweit bemerkenswert, da das Betriebssystem ursprünglich unter dem Namen Mac OS X (phonetisch „Mac OS 10“) eingeführt (es löste das klassische Mac OS bis Version 9.x ab), zwischenzeitlich in OS X (sinngemäß „Betriebssystem Zehn“) umbenannt wurde und zwei Jahrzehnte lang Versionsnummern aufwies, die mit der 10 begannen (10.0 bis 10.15.7).
Apple hat die Unterstützung für macOS 11 Big Sur am 30. November 2023 eingestellt.

## Änderungen
Craig Federighi, Senior Vice President of Software Engineering von Apple, sagte zur Vorstellung von Big Sur:

„macOS Big Sur ist ein bedeutendes Update, das die legendäre Kombination aus Leistungsfähigkeit von UNIX und der Benutzerfreundlichkeit des Mac weiter vorantreibt und unser größtes Design-Update seit mehr als einem Jahrzehnt darstellt.“

### Benutzerschnittstellen-Design
Für Big Sur wurden die Benutzerschnittstellen überdacht und neugestaltet. Die Systemtöne wurden überarbeitet. Größere Abrundungen und Abstände, eine neue Farbpalette und transluzide Hintergründe sind die auffälligsten visuellen Änderungen. Bei Fenstern wurden Titel- und Symbolleisten in einer Leiste vereint. Die Menüleiste, das Dock und mitgelieferte Standardanwendungen wurden überarbeitet und vereinheitlicht. Letztere haben einheitliche Symbole mit größeren Abrundungen, wie bei iOS- und iPadOS-Anwendungen, allerdings mit mehr Licht-Schatten-Effekten für dreidimensionale Tiefe. Sämtliche vorinstallierte Apps haben eine neue Sidebar. Des Weiteren wurde die Symbolsammlung SF Symbols stärker ins System integriert.

### Benutzer-Interaktion

#### Kontrollzentrum
Das Kontrollzentrum von iOS und iPadOS wurde übernommen. Es fasst Schalter und Regler für u. a. Wi-Fi, Bluetooth, Bildschirmhelligkeit, Lautstärke in einem Widget zusammen und ist über ein Symbol in der Menüleiste erreichbar.

#### Mitteilungszentrale
Die Mitteilungszentrale wurde überarbeitet; sie bietet nun interaktive Mitteilungen und wurde mit einem neuen Widget-System ausgestattet, das dem von iOS 14 gleicht, mehr Informationen anzeigt und mehr Anpassungen ermöglicht.

### System

#### Unterstützung für von Apple entwickelte Prozessoren
Big Sur ist die erste macOS-Version, die auf Macs mit Apples M1-Prozessor (ARM64) läuft.

#### Unterstützung für iOS- und iPadOS-Anwendungen
Auf den neuen ARM64-basierenden Macs können iOS- und iPadOS-Anwendungen nativ ausgeführt werden, ohne dass deren Entwickler Modifikationen daran vornehmen müssen.

#### Signiertes Systemvolume
Das Systemvolume (Startvolume; Volume bzw. Partition, von dem/der aus gebootet wird) ist kryptografisch signiert um schädlichen Manipulationen vorzubeugen.

#### Softwareaktualisierungen
Softwareaktualisierungen können nun bereits im Hintergrund durchgeführt werden, so dass die Zeit, während der Mac nicht genutzt werden kann (im Englischen ‚downtime‘), reduziert wird.

#### Spotlight
Spotlight, der Mechanismus zum Indizieren und Durchsuchen des Dateisystems wurde beschleunigt und seine Benutzeroberfläche überarbeitet. Spotlight kommt nun auch bei Safari, Pages und Keynote zum Einsatz.

### Anwendungen
Der Browser Safari wurde im Erscheinungsbild überarbeitet und an das neue Aussehen von Big Sur angepasst. Seine Startseite kann individualisiert werden, beispielsweise mit einem Hintergrundbild. Einzelne Tabs zeigen nun jeweils ein sogenanntes Favicon, und wenn der Mauszeiger über einem nicht aktiven Tab gehalten wird, zeigt Safari eine Seitenvorschau an. Webseiten kann Safari nun in andere Sprachen übersetzen. Neue Sicherheits- und Datenschutzfunktionen sind hinzugekommen. Ein neuer Datenschutzbericht listet geblockte Tracker auf, und Safari kann überprüfen, ob Passwörter kompromittiert wurden. Erweiterungen von Google Chrome können nun in Safari-Erweiterungen konvertiert werden, wofür Apple Werkzeuge bereitstellt. Laut Apple soll Safaris Performance deutlich besser sein als bei den Konkurrenten Google Chrome und Mozilla Firefox. Safari kann seit dieser Betriebssystemversion Bilder im WebP-Format anzeigen und unterstützt HTTP/3 als experimentelles Feature.
Die Anwendung Nachrichten wurde mithilfe von Catalyst von iOS auf macOS übertragen.
Für die Software Lexikon wurden zusätzliche bilinguale Wörterbücher für Französisch–Deutsch, Indonesisch–Englisch, Japanisch–Standardchinesisch und Polnisch–Englisch ergänzt.

### Weitere Änderungen
- Verbesserte Texteingabe für Chinesisch und Japanisch
- Neue Schriftarten für indische Schriftsysteme
- Das „Jetzt läuft“-Widget wurde von der Mitteilungszentrale in die zentrale Menüleiste verschoben
- Der charakteristische Startton ist wieder standardmäßig aktiviert und kann nun bei Bedarf über die Systemeinstellungen deaktiviert werden.[16]

## Kritik
Der Spiegel berichtete am 21. November 2020, dass Sicherheitsmaßnahmen des Betriebssystems von Kritikern als eklatanter Eingriff in die Privatsphäre der Benutzer angesehen werden. Mit Verweis auf einen Blogpost des Berliner Hackers Jeffrey Paul richtet sich diese Kritik insbesondere gegen den Umstand, dass jedes Mal, wenn ein Programm geöffnet wird, das Betriebssystem mit Servern von Apple kommuniziere, um diesen Vorgang zu validieren. Dabei würde der User zugleich auch Informationen über seinen Aufenthaltsort preisgeben und weitere private Informationen, wie z. B. Internetdienstanbieter oder IP-Adresse des Benutzers, die von Apple oder Dritten, beispielsweise Geheimdiensten, ausgespäht und ausgewertet werden können. Apple hat dieses Verhalten des Betriebssystems als sicherheitstechnische Vorkehrung kommentiert, die unbemerktes Einschleusen von Schadsoftware verhindern solle.

## Systemvoraussetzungen
Big Sur unterstützt neue Mac-Modelle mit den von Apple selbst entwickelten ARM-Prozessoren der M-Serie:
- MacBook Air: Ende 2020 (oder neuer)
- MacBook Pro: Ende 2020 (oder neuer)
- Mac mini: Ende 2020 (oder neuer)

Big Sur unterstützt folgende bestehende Mac-Modelle:
- MacBook: Anfang 2015 oder neuer
- MacBook Air: Mitte 2013 oder neuer
- MacBook Pro: Ende 2013 oder neuer
- Mac mini: Ende 2014 oder neuer
- iMac: Mitte 2014 oder neuer
- iMac Pro
- Mac Pro Ende 2013 oder neuer

Im Vergleich zu Catalina und Mojave fällt die Unterstützung der 2012er-Modelle von MacBook Air, MacBook Pro und Mac mini sowie die der 2012er und 2013er iMacs weg.

## Versionsgeschichte
| macOS-Version        | Build   | Darwin-Version | Erscheinungsdatum  | Anmerkung                                                                                                 |
| -------------------- | ------- | -------------- | ------------------ | --- |
| 11.0                 | 20A2411 | 20.1.0         | 12. November 2020  | Erste veröffentlichte Version.                                                                            |
| 11.0.1               | 20B29   | 20.1.0         | 12. November 2020  | 103 CVE-Sicherheitslücken wurden geschlossen.                                                             |
| 11.0.1               | 20B50   | 20.1.0         | 17. November 2020  | Update für Mac mini (M1, 2020), MacBook Air (M1, 2020), MacBook Air (13 Zoll, 2020)                       |
| 11.1                 | 20C69   | 20.2.0         | 14. Dezember 2020  | 73 CVE-Sicherheitsprobleme behoben.                                                                       |
| 11.2                 | 20D64   | 20.3.0         | 1. Februar 2021    | 68 Sicherheitsprobleme behoben.                                                                           |
| 11.2.1               | 20D74   | 20.3.0         | 9. Februar 2021    | Drei Sicherheitsprobleme behoben.                                                                         |
| 11.2.2               | 20D80   | 20.3.0         | 25. Februar 2021   | Für dieses Update wurden keine CVE-Einträge veröffentlicht.                                               |
| 11.2.3               | 20D91   | 20.3.0         | 8. März 2021       | Ein Sicherheitsproblem behoben.                                                                           |
| 11.3                 | 20E232  | 20.4.0         | 26. April 2021     | 66 Sicherheitsprobleme behoben.                                                                           |
| 11.3.1               | 20E241  | 20.4.0         | 3. Mai 2021        | Zwei Sicherheitsprobleme behoben.                                                                         |
| 11.4                 | 20F71   | 20.5.0         | 24. Mai 2021       | 83 Sicherheitsprobleme behoben.                                                                           |
| 11.5                 | 20G71   | 20.6.0         | 21. Juli 2021      | 42 Sicherheitsprobleme behoben.                                                                           |
| 11.5.1               | 20G80   | 20.6.0         | 26. Juli 2021      | Ein Sicherheitsproblem behoben.                                                                           |
| 11.5.2               | 20G95   | 20.6.0         | 11. August 2021    | Für dieses Update wurden keine CVE-Einträge veröffentlicht.                                               |
| 11.6                 | 20G165  | 20.6.0         | 13. September 2021 | 32 Sicherheitsprobleme behoben.                                                                           |
| 11.6.1               | 20G224  | 20.6.0         | 25. Oktober 2021   | 31 Sicherheitsprobleme behoben.                                                                           |
| 11.6.2               | 20G314  | 20.6.0         | 13. Dezember 2021  | 39 Sicherheitsprobleme behoben.                                                                           |
| 11.6.3               | 20G415  | 20.6.0         | 26. Januar 2022    | 8 Sicherheitsprobleme behoben.                                                                            |
| 11.6.4               | 20G417  | 20.6.0         | 14. Februar 2022   | Für dieses Update wurden keine CVE-Einträge veröffentlicht.                                               |
| 11.6.5               | 20G527  | 20.6.0         | 14. März 2022      | 27 Sicherheitsprobleme behoben.                                                                           |
| 11.6.6               | 20G624  | 20.6.0         | 16. Mai 2022       | 54 Sicherheitsprobleme behoben.                                                                           |
| 11.6.7               | 20G630  | 20.6.0         | 9. Juni 2022       | Für dieses Update wurden keine CVE-Einträge veröffentlicht.                                               |
| 11.6.8               | 20G730  | 20.6.0         | 20. Juli 2022      | 32 Sicherheitsprobleme behoben.                                                                           |
| 11.7                 | 20G817  | 20.6.0         | 12. September 2022 | 10 Sicherheitsprobleme behoben.                                                                           |
| 11.7.1               | 20G918  | 20.6.0         | 24. Oktober 2022   | Drei Sicherheitsprobleme behoben.                                                                         |
| 11.7.2               | 20G1020 | 20.6.0         | 13. Dezember 2022  | 11 Sicherheitsprobleme behoben.                                                                           |
| 11.7.3               | 20G1116 | 20.6.0         | 23. Januar 2023    | 11 Sicherheitsprobleme behoben.                                                                           |
| 11.7.4               | 20G1120 | 20.6.0         | 15. Februar 2023   | Für dieses Update wurden keine CVE-Einträge veröffentlicht.                                               |
| 11.7.5               | 20G1225 | 20.6.0         | 27. März 2023      | 30 Sicherheitsprobleme behoben.                                                                           |
| 11.7.6               | 20G1231 | 20.6.0         | 10. April 2023     | Ein Sicherheitsproblem, dass eine App beliebigen Code mit Kernel-Rechten ausführen könnte, wurde behoben. |
| 11.7.7               | 20G1345 | 20.6.0         | 18. Mai 2023       | 25 Sicherheitsprobleme behoben.                                                                           |
| 11.7.8               | 20G1351 | 20.6.0         | 21. Juni 2023      | Behebung eines Sicherheitsproblems.                                                                       |
| 11.7.9               | 20G1426 | 20.6.0         | 24. Juli 2023      | 35 Sicherheitsprobleme behoben.                                                                           |
| 11.7.10              | 20G1427 | 20.6.0         | 11. September 2023 | Behebung eines Sicherheitsproblems.                                                                       |
| Legende:Alte Version |         |                |                    | |